# Myriam Albisu
Myriam Albisu (Salto, 31 de enero de 1937) es una escritora uruguaya.

## Biografía
Nació en Salto, el 31 de enero de 1937. 
Estudió varias disciplinas: guitarra, danza, piano, teatro, canto, títeres, mímica, expresión corporal.
Integró el Coro Municipal y cantó acompañada de guitarra al cantar folclore.
Participó en conciertos de la Coral de Eric Simons, en El Mesías y El Cántico de la Esperanza cantado en el Palacio Legislativo del Uruguay.
Egresada de Formación Docente, obtuvo el título de Maestra.
Se desempeñó como docente de danza en el Instituto Normal "José Pedro Varela".
Fue docente de música y literatura en Enseñanza Secundaria. En el Instituto de Formación Docente fue docente de Expresión rítmica y Expresión por el ritmo.
Fue convocada por el Dr. Nery Campos Pierry para participar de la "Comisión de Extensión Cultural Universitaria" y en la "Casa de la Cultura".
Durante el período comprendido entre marzo de 1980 y 1986 fue Directora de Cultura y de Relaciones Públicas en la Intendencia de Salto.
Se desempeñó como subdirectora y  Directora de Instituto de Formación Docente en 1993.
Trabajó como Cónsul por Salto en la "Casa de Salto" con sede en Montevideo en el año 2007. Fue distinguida como "Mujer del año" por Casa de Salto, debido al mérito, capacidad y en reconocimiento a la mujer del interior.
Integró la Comisión Honoraria del Centro Cultural Horacio Quiroga y fue una de las integrantes del grupo de amigos de Marosa di Giorgio
Falleció en Salto, el 26 de febrero de 2022.

## Obra
- Cabitos de naranja (1993)
- Te doy mi palabra (2000)
- Los nombres del cuento (libro colectivo. 2004)
- Textos suyos figuran en la antología de Leonardo Garet Poesía del Litoral (2007)
- Palabras encubiertas (2010)[7]